# Трианон (небоскрёб)
Трианон (нем. Trianon) — офисный небоскрёб, расположенный по адресу: Майнцер-ландштрассе 16-24, район Франкфуртер-Банкенвиртель, боро Франкфурт-Вестенд, город Франкфурт-на-Майне, земля Гессен, Германия. Имея высоту 186 метров, занимает шестые строчки в списках самых высоких зданий города и страны.

## Описание
Фундамент здания уходит вглубь земли на 58,6 м, оно стоит на железобетонной плите площадью 3864 м² и толщиной от трёх (по краям) до шести (в центре) метров. «Изюминкой» небоскрёба является перевёрнутая пирамида, которая закреплена на крыше на трёх точках. Вертикальная проекция здания близка к равностороннему треугольнику.

Небоскрёб с момента открытия до 2007 года являлся штаб-квартирой банка DekaBank Deutsche Girozentrale после чего был продан компании Morgan Stanley. В июне 2015 года здание было перепродано компании «Северная звезда» за 540 миллионов евро. Среди крупных арендаторов здания можно отметить Linklaters, Franklin Templeton.
Основные характеристики
- Строительство: 1989—1993
- Высота: 186 метров; от пола до пола — 3,5 м
- Этажей: 45 + 4 подземных
- Лифтов: 23
- Площадь помещений: 85 000 — 118 000 м² (согласно разным источникам); средняя площадь этажа — 1750 м²
- Объём помещений: 455 000 м³
- Парковочных мест: 566
- Архитекторы: ATP Frankfurt[нем.], HPP International, Albert Speer & Partner
- Застройщик: Bank für Gemeinwirtschaft[нем.]
- Главные инженеры: Ingenieurbüro Fritz Nötzold, Philipp Holzmann[нем.]